# Гураль Роман Іванович
Гураль Роман Іванович (нар. 14 листопада 1979) — український науковець, спеціаліст у галузі дослідження прісноводних молюсків, малаколог та паразитолог. Кандидат біологічних наук, науковий співробітник, Державного природознавчого музею НАН України. Автор більш ніж 100 наукових публікацій у галузях малакології, музеології, серед яких — визначники наземних молюсків України та її західного регіону. Один із засновників Просвітницької інтернет-програми «Молюски».

## Фахова біографія
У 1996 закінчив біологічний факультет Львівського державного університету ім. І. Франка за спеціальністю «Біолог. Зоолог». З 2001 по 2004 рр. вчився в аспірантурі Державного природознавчого музею НАН України, з 2005 року займав посаду молодшого наукового співробітника. У лютому 2010 р. захистив кандидатську дисертацію на тему «Прісноводні малакокомплекси басейну верхів'я Дністра: структура, вплив природних і антропогенних чинників» у Чернівецькому національному університеті ім. Ю. Федьковича. З 2010 р. по даний час працює на посаді наукового співробітника у Державному природознавчому музеї НАН України. З 2012 р. є одним з авторів Просвітницької інтернет-програми «Молюски», спрямованої на популяризацію малакологічних знань і віртуальне експонування матеріалів малакологічного фонду Державного природознавчого музею.

## Монографічні видання
1. Сверлова Н. В., Гураль Р. І. Визначник наземних молюсків заходу України. — Львів, 2005. — 217 с.
2. Сверлова Н. В., Хлус Л. Н., Крамаренко С. С. и др. Фауна, экология и внутривидовая изменчивость наземных моллюсков в урбанизированной среде. — Львов, 2006. — 226 с.
3. Каталог колекції прісноводних молюсків В. І. Здуна у фондах Зоологічного музею ЛНУ ім. І. Франка / Укладачі: Шидловський І. В., Гураль Р. І., Романова Х. Й. — Львів: Видавничий центр ЛНУ ім. І. Франка, 2008. — 58 с.
4. Гураль-Сверлова Н. В., Гураль Р. І. Наукові колекції Державного природознавчого музею. Вип. 4. Малакологічний фонд. — Львів, 2012. — 253 с.
5. Гураль-Сверлова Н. В., Гураль Р. І. Визначник наземних молюсків України. — Львів, 2012. — 216 с.
6. Гураль-Сверлова Н. В., Гураль Р. И. Моллюски семейства Unionidae в фондах Государственного природоведческого музея НАН Украины, их конхологическая изменчивость и особенности диагностики [Электронный ресурс]. — 2015. — Режим доступа: http://www.pip-mollusca.org/page/epubl/unionidae.php [Архівовано 27 січня 2016 у Wayback Machine.] – 4.03.2015. — Моллюски семейства Unionidae в фондах Государственного природоведческого музея НАН Украины, их конхологическая изменчивость и особенности диагностики. — ISBN 978-966-02-7540-9 (електронне видання).

## Розділи в колективних монографіях
1. Гураль Р. І., Сверлова Н. В. Клас: Черевоногі — Gastropoda // Башта А.-Т. В., Канарський Ю. В., Решетило О. С. та ін. Рідкісні види тварин Львівської області. — Львів, 2006. — С. 101—104.
2. Гураль Р. І. Клас: Двостулкові — Bivalvia // Башта А.-Т. В., Канарський Ю. В., Решетило О. С. та ін. Рідкісні види тварин Львівської області. — Львів, 2006. — С. 105—107.
3. Гураль Р. І., Гураль-Сверлова Н. В. Черевоногі // Червона книга Українських Карпат. Тваринний світ / заг. ред. О. Ю. Мателешко, Л. А. Потіш. — Ужгород: Карпати, 2011. — C. 197—207.
4. Гураль Р. І., Гураль-Сверлова Н. В. Двостулкові // Червона книга Українських Карпат. Тваринний світ / заг. ред. О. Ю. Мателешко, Л. А. Потіш. — Ужгород: Карпати, 2011. — C. 208—209.
5. Гураль Р. І., Гураль-Сверлова Н. В. Клас черевоногі — Gastropoda // Рідкісні та зникаючі види тварин Львівської області / Ред. Башта А.-Т. В., Канарський Ю. В., Козловський М. П. — Львів, 2013. — С. 91-96.
6. Гураль Р. І. Клас двостулкові — Bivalvia // Рідкісні та зникаючі види тварин Львівської області / Ред. Башта А.-Т. В., Канарський Ю. В., Козловський М. П. — Львів, 2013. — С. 97-99.

## Ключові наукові публікації
1. Уваева А., Гураль Р. И. Особенности распространения и экология моллюсков семейства Planorbidae (Gastropoda, Pulmonata) Украины // Ruthenica. — 2008. — Т.18, № 2. — С. 25-38.
2. Гураль-Сверлова Н. В., Гураль Р. И. Новые таксоны наземных моллюсков из родов Chondrula и Brephulopsis с территории Украины // Ruthenica. — 2010. — Т. 20, № 1. — С. 1-12.
3. Гураль-Сверлова, Гураль Р. И. Морфологические, анатомические и поведенческие особенности слизней из комплекса Arion lusitanicus s.l. (Arionidae) на западе Украины // Ruthenica. — 2011. — Т. 21, № 2. — С. 97-111.
4. Гураль-Сверлова Н. В., Балашев И. А., Гураль Р. И. Современное распространение наземных моллюсков семейства Agriolimacidae на территории Украины // Ruthenica. — 2009. — Т. 19, № 2. — С. 53-61.
5. Гураль-Сверлова Н. В., Гураль Р.И Интересные находки брюхоногих моллюсков (Gastropoda, Aciculidae, Terrestribythinellidae) на территории Украинских Карпат // Зоол. журн. — 2009. — Т. 88, вып. 7. — С. 794—799.
6. Гураль-Сверлова Н. В., Мартынов В. В., Гураль Р. И. Первые находки слизней Parmacella ibera и Deroceras subagreste (Gastropoda, Pulmonata) в Украине // Вестн. зоологии. — 2010. — Т. 44, № 3. — С. 265—269.
7. Гураль-Сверлова Н. В., Гураль Р. И. Слизни из комплекса Arion subfuscus (Arionidae) на равнинной территории Украины // Ruthenica. — 2015. — Т. 25, № 3. — С. 99-102.
8. Гураль-Сверлова Н. В., Гураль Р. И. Конхиологические особенности интродуцированного вида Chondrula microtraga (Gastropoda, Pulmonata, Enidae) в Одессе // Вестн. зоологии. — 2009. — Т. 43, № 2. — С. 161—166.
9. Гураль-Сверлова Н. В., Гураль Р. І. Рідкісні та маловідомі молюски (Gastropoda et Bivalvia) Українських Карпат // Наук. зап. Держ. природозн. музею. — Львів, 2012. — Вип. 28. — С. 131—142.
10. Гураль-Сверлова Н. В., Гураль Р. І. Рідкісні та маловідомі черевоногі молюски (Gastropoda) рівнинної частини заходу України // Біологічні студії/Studia Biologica. — 2014. — T. 8, № 3-4. — С. 255—272.

## Інші наукові публікації
1. Гураль Р. І. Прісноводні молюски «лісових» мікробіотопів Лапаївського лісництва // Наук. зап. держ. прир. музею. — 2002. — Т.17. — С.159-161.
2. Гураль Р. І. Видовий склад прісноводних черевоногих молюсків басейну верхів'я Дністра // Вісник. Львів. ун-ту. — Серія Біологічна. — 2003. — Вип.33. — С.104-109.
3. Гураль Р. І. Фауна черевоногих молюсків (Gastropoda, Pulmonata) водойм верхів'я басейну Дністра // Уч. зап. Таврического нац. Ун-та им. В. И. Вернадского. — 2003. — Т.16, № 3. — С.49-53.
4. Гураль Р. І. Фауна прісноводних молюсків м. Львова // Наук. зап. Держ. прир. музею. — 2003. -Т.18. — С. 135—147.
5. Гураль Р. І. Особливості екології прісноводних молюсків у кар'єрах Львівської області // Наук. зап. Держ. прир. музею. — 2004. -Т.19. — С.115-122.
6. Гураль Р. І. Еколого — паразитологічна характеристика родини Lymnaeidae (Pulmonata, Gastropoda) верхів'я басейну Дністра // Наук. вісн. Львівської нац. ак. вет. Мед. Імені С. З. Ґжицького. — 2004. — Т.6, № 3. Ч.6. — С.29-34.
7. Сверлова Н. В., Гураль Р. І. Зоогеографічний склад сучасної фауни черевоногих молюсків (Gastropoda) західної частини Подільської височини // Вісн. Льв. ун-ту. — 2004. — Серія Географічна. — Вип.30. — C.288-293.
8. Гураль Р. І., Яворський І. П. Прісноводні молюски м. Львова та їхні паразити — личинкові форми трематод // Вісн. Льв. ун-ту. — 2004. — Вип.35. — Серія Біологічна. — С.190-198.
9. Гураль Р. І. Еколого — паразитологічна характеристика молюсків родини Planorbidae з гідротопів верхів'я басейну р. Дністер // Наук. зап. Держ. прир. музею. — 2005. -Т.21. — С.147-156.
10. Мельниченко Р. К., Павлюченко О. В., Гураль Р. І. Розповсюдження, екологія і морфологія Pseudoanodonta (Mollusca, Bivalvia, Unionidae) фауни України // Наук. зап. Держ. прир. музею. — 2005. -Т.21. — С.89-100.
11. Гураль Р. І. Особливості накопичення черепашкою Planorbis planorbis (Linnaeus, 1758) іонів важких металів // Вестн. зоол. — 2005. — Т.35, № 9. — С.79-82.
12. Царик Й., Гураль Р., Шидловський І., Яворський І., Федик У. Колекція прісноводних молюсків В. І. Здуна у Зоологічному музеї Львівського національного університету імені Івана Франка // Вісн. Льв. ун-ту. — 2005. — Вип.40. — Серія Біологічна. — С.111-119.
13. Гураль Р. І. Фауна та екологія молюсків родини Sphaeriidae (Mollusca: Bivalvia) в урбанізованому середовищі (на прикладі Львова) // Наук. зап. Держ. прир. музею. — 2007. — Т.23. — С.95-100.
14. Уваєва О. І., Павлюченко О. В., Гураль Р. І. Нові знахідки прісноводних молюсків (Gastropoda, Bivalvia) у водоймах України // Наук.-тер. зб. Вісн. ДАУ. — 2007. — Вип. 1(18). — С.100-105.
15. Гураль Р. І. Прісноводні молюски Розточчя: видовий склад та його зміни, екологія // Наук. зап. Держ. прир. музею. — 2008. — Т.24. — С.145-152.
16. Гураль Р. І. Прісноводні молюски басейну Західного Бугу в малакологічних колекціях Львова // Наук. зап. Держ. природознавч. музею. — Львів, 2010. — Вип. 26. — С. 15-24.
17. Гураль Р. І. Конхіометрічна мінливість Batavusiana crassa (Bivalvia, Unionidae) у фондах Державного природознавчого музею // Наук. зап. Держ. природознавч. музею. — Львів, 2011. — Вип. 27. — C.25-36.
18. Гураль Р. І. Етапи формування прісноводних малакокомплексів у антропогенних водоймах // Наук. зап. Терноп. нац. пед. ун-ту. імені Володимира Гнатюка. — Серія: Біологія. — 2012. — № 2(51). — С.98-101.
19. Гураль Р. І. Забруднення гідротопів Львова та його околиць іонами важких металів // Наук. зап. Держ. природозн. музею. — Львів, 2012. — Вип. 28. — С.69-76.
20. Гураль-Сверлова Н. В., Гураль Р. И. Залежність якісних і кількісних конхологічних ознак у львівських колоніях садової цепеї Cepaea hortensis // Природа Західного Полісся. — Луцьк, 2014. — № 11.– С. 251—256.
21. Гураль-Сверлова Н. В., Гураль Р. І. Черевоногі молюски Gastropoda західної частини Малого Полісся і Волинської височини // Подільський природничий вісник. — Кам'янець-Подільський: Аксіома, 2011. — С. 52-65.
22. Гураль-Сверлова Н. В., Гураль Р. И. Arion lusitanicus (Gastropoda, Pulmonata) на западе Украины // Вестн. зоологии. — 2011. — Т. 45, № 2. — С. 173—177.
23. Гураль-Сверлова Н. В., Гураль Р. І. Поява іспанського слизняка Arion lusitanicus (Gastropoda, Pulmonata, Arionidae) у Львові, її можливі екологічні та економічні наслідки // Наук. зап. Держ. природозн. музею. — Львів, 2011. — Вип. 27. — С. 71-80.
24. Гураль-Сверлова Н. В., Гураль Р. І. Перлівницеві (Bivalvia, Unionidae) у фондах Державного природознавчого музею НАН України і проблеми діагностики окремих представників родини // Біологічні студії / Studia Biologica. — 2009. — Т. 3, № 1. — С. 95-104.
25. Гураль-Сверлова Н. В., Гураль Р. І. Прісноводні молюски родів Planorbarius і Planorbis (Gastropoda, Pulmonata, Planorbidae) у малакологічному фонді Державного природознавчого музею // Наук. зап. Держ. природозн. музею. — Львів, 2009. — Вип. 25. — С. 13-24.
26. Гураль Р. І., Гураль-Сверлова Н. В. Прісноводні молюски родів Unio і Batavusiana (Bivalvia, Unionidae) у малакологічному фонді Державного природознавчого музею НАН України // Наук. вісн. Волинського нац. ун-ту ім. Л.Українки. — Біологічні науки. — 2008. — № 15. — С. 110—116.
27. Сверлова Н. В., Гураль Р. І. Черевоногі молюски роду Theodoxus у малакологічному фонді Державного природознавчого музею // Наук. зап. Держ. природозн. музею. — Львів, 2008. — Вип. 24. — С. 11-20.
28. Гураль-Сверлова Н. В., Гураль Р. И. Моллюски рода Sphaerium (Bivalvia, Spaeriidae) в фондах Государственного природоведческого музея // Биол. вестник (Харьков. нац. ун-т). — 2009. — Т. 13, № 1-2. — С. 72-75.
29. Гураль Р. И., Гураль-Сверлова Н. В. Річкова дрейсена Dreissena polymorpha (Bivalvia, Dreissenidae) на Волинському Поліссі // Наук. вісн. Волин. держ. ун-ту ім. Л.Українки. — 2008. — № 3. — С. 125—128.
30. Гураль-Сверлова Н. В., Гураль Р. І. Проникнення нових видів слизняків на територію Львівської області, їх можливе господарське значення та особливості діагностики // Наук. вісн. Львів. нац. ун-ту ветерин. медицини та біотехнологій ім. С. З. Гжицького. — Львів, 2009. — Т. 11, № 3 (42), ч. 1. — С. 269—276.
31. Гураль-Сверлова Н. В., Гураль Р. И. Наземные моллюски Бахчисарая и его ближайших окрестностей // Наук. зап. Терноп. нац. пед. ун-ту. Сер. Біол. — 2012. — № 2 (51). — С. 101—105.
32. Гураль Р. І., Гураль-Сверлова Н. В. Видова різноманітність черевоногих (Gastropoda) і двостулкових (Bivalvia) молюсків на території Шацького національного природного парку // Природа Західного Полісся та прилеглих територій: Зб. наук. праць / відп. ред. Ф. В. Зузук. — Луцьк: Волин. нац. ун-т ім. Лесі Українки, 2008. — С. 129—136.
33. Гураль-Сверлова Н. В., Гураль Р. І. Нові знахідки наземних молюсків на території м. Львова та Львівської області // Наук. зап. Держ. природозн. музею. — Львів, 2010. — Вип. 26. — С. 221—222.
34. Гураль-Сверлова Н. В., Гураль Р. І. Просторовий розподіл молюсків на заході України та можливості виділення і охорони особливо цінних локальних малакокомплексів // Проблеми вивчення еволюції та хорології таксономічного різноманіття біоти. Матер. міжнар. наук. конф. (30 вересня — 1 жовтня 2011 р.). — Львів, 2011. — С. 38-41.
35. Гураль Р. І. Созологічна оцінка прісноводних малакокомплексів Львова та околиць // Наук. зап. Держ. прир. музею. — 2014. — Т.30. — С.113-120.
36. Гураль Р. І. Личинкові стадії трематод в прісноводних молюсках басейну верхнього Дністра // Наук. зап. Держ. природозн. музею. — Львів, 2015. — Вип. 31. — С.119-130.

## Музеологічні публікації
1. Чорнобай Ю. М., Гураль Р. І. Особливості використання уніфікованих програм у створенні бази даних колекції молюсків // Зб. мат. Міжвуз. наук.-техн. конф. наук.-пед. працівників (21-22 березня 2006 р.). — 2006. — С.181-182.
2. Гураль Р. І. Новітні інформаційні технології у роботі музеїв (на прикладі сайту Державного природознавчого музею НАН України) // Мат. наук. конф. «Сучасний музей: наукова й експозиційна діяльність». (15 травня 2008 р., м. Чернівці). — 2008. — C.186-189.
3. Гураль Р. І. Особливості створення та функціонування музейних баз даних // Мат. IV Всеукр. конф. молодих уч. «ІТОНТ 2008» (5-7 травня 2007 р., м. Черкаси). — 2008. — С.8.
4. Гураль Р. И. Мультимедийные технологии в работе музеев // Тез. докл. VII Всерос. научн.-практ. конф. Асоциации естественноисторических музеев России «Музейные формы популяризации эволюционной теории». (19-23 октября 2009 г., г. Москва). — М.: изд. ГДМ, 2009. — С.19-20.
5. Гураль Р. І. Автоматизація музейної роботи // Мат. Міжн. наук. конф. присв. 50-річчю з дня опублікування монографії «Животный мир Советской Буковины». (Чернівці, 2009 р.). — 2010. — С.264-267.
6. Гураль Р. І. База даних Гербарій судинних рослин LWS Державного природознавчого музею НАН України // Тез. доп. VII Всеукр. конф. «Інформаційні технології в освіті, науці і техніці» (ІТОНТ-2010): Черкаси, 4-6 травня 2010 р. У 2 томах. — Черкаси: ЧДТУ, 2010. — Т.1. С.7.
7. Гураль Р. И. Музейные базы данных. Плюсы и минусы их использования // Мат. докл. Всерос. научн.-практ. конф. посв. 80-летию Дагестанского государственного университета и 45-летию Биологического музея ДГУ «Биологические музеи: роль и место в научно-образовательном пространстве». (19-20 июня 2011, г. Махачкала). — 2011. — С.15-18.
8. Гураль Р. І. Нові форми просвітницької діяльності природничих музеїв // Зб. доп. ІІ Міжн. наук.-практ. конф. «Сучасні аспекти природничої музеології» (Київ–Канів, 11–14 вересня 2012 р.). — 2012. — С.123-124.
9. Климишин О. С., Гураль Р. І. Електронні бази даних природничомузейної інформації // Зб. доп. ІІ Міжн. наук.-практ. конф. «Сучасні аспекти природничої музеології» (Київ–Канів, 11–14 вересня 2012 р.). — 2012. — С.58-59.
10. Гураль Р. І. Місце і роль сервера в повсякденній роботі музею // Мат. наук.-пратк. конф. Музейна педагогіка — проблеми, сьогодення, перспективи (Київ, 24-25 вересня 2013 р.). — С.24-26.
11. Гураль Р. І. Місце інформаційних технологій в сучасних музеях // Тез. докл. и собщн. ІІ Міжн. конф. «Музеї ХХІ ст. — нові реалії, нові підходи, нові можливості» (Крим, Євпаторія, 2-6 жовтня 2013 р.). — С. 27-28.
12. Гураль-Сверлова Н., Гураль Р. Просвітницька інтернет-програма як нова форма освітньої та експозиційної діяльності музею // Мат. наук.-практ. конф. «Музеї Львова: історія, колекція, люди» (25-26 жовтня 2012 р.). — Львів: Ліга-Прес, 2013. — С. 169—179.
13. Гураль Р. І., Гураль-Сверлова Н. В. Просвітницька інтернет-програма «Молюски»: досвід перших 20 місяців роботи та перспективи подальшого розвитку // Наук. зап. Держ. природозн. музею. — Львів, 2014. — Вип. 30. — С. 85-96.

107. Гураль-Сверлова Н. В., Гураль Р. І. Музейний освітній проект Просвітницька інтернет-програма «Молюски» [Електронний ресурс]. — 2014. — 87 с. — Режим доступу: http://www.pip-mollusca.org/page/epubl/muzeynii-proekt.php [Архівовано 27 січня 2016 у Wayback Machine.] – 23.10.2014. — Музейний освітній проект Просвітницька інтернет-програма «Моллюски». — ISBN 978-966-03-7404-4 (електронне видання).
1. Гураль Р. І. Електронні видання — перспективна форма популяризації природничих знань // Всеукраїнська науково-практична Інтернет-конференція «Автоматизація та комп'ютерно-інтегровані технології у виробництві та освіті: стан, досягнення, перспективи розвитку». (17-21 березня 2014 року, м. Черкаси). — 2014. — С. 126—128.
2. Гураль Р. І. Специфіка музейних баз даних // Матеріали Міжн. наук.-практ. конф. «Інформаційні управляючі системи та технології» (ІУСТ- ОДЕСА -2014) (23–25 вересня, 2014 р., Одеса). — 2014. — С.64-66.
3. Гураль Р. І. Мобільні аплікації — сполучна ланка між природничими музеями і вищою школою // Тез. доп. Всеукр. наук.-практ. конф. молодих вчених та студентів з міжнародною участю «Сучасні проблеми викладання та наукових досліджень біології у ВНЗ України» (8-9 жовтня 2014 р., м. Дніпропетровськ). — Дніпропетровськ, 2014. — С.256-262.
4. Гураль Р. І. Новітні технології у музейній справі // ІІ Науково-практична конференція «Музейна педагогіка — проблеми, сьогодення, перспективи». (25-26 вересня, 2014 р., м. Київ). — К:, 2014. — С.26-28.
5. Гураль-Сверлова Н. В., Гураль Р. І. Скринсейвери як форма ненав'язливої освіти // ІІ Науково-практична конференція «Музейна педагогіка — проблеми, сьогодення, перспективи». (25-26 вересня, 2014 р., м. Київ). — К:, 2014. — С.28-31.
6. Гураль Р. І. Зоологічні бази даних Державного природознавчого музею НАН України // Зб. наук. пр. «Зоологічні колекції та музеї». — К., 2014. — С.18-20.
7. Гураль Р. І. Віртуальне експонування музейних предметів — мета і форми // Всеукраїнська науково-практична Інтернет-конференція «Автоматизація та комп'ютерно-інтегровані технології у виробництві та освіті: стан, досягнення, перспективи розвитку». (16-20 березня 2015 року, м. Черкаси). — 2015. — С. 189—190.
8. Климишин О. С., Гураль Р. І. Портал Державного природознавчого музею НАН України в мережі Інтернет // Наук. зап. Держ. природозн. музею. — Львів, 2015. — Вип. 31. — С.23-28.

## Науково-популярні публікації
1. Гураль-Сверлова Н., Гураль Р. 50 найпомітніших молюсків Львова та околиць. — Львів, 2013. — 67 с.
2. Гураль-Сверлова Н. В., Гураль Р. І. Молюски Львова [Електронний ресурс]. — 2014. — 66 с. — Режим доступу: http://www.pip-mollusca.org/page/epubl/index.php [Архівовано 21 січня 2016 у Wayback Machine.] – 14.03.2014. — Молюски Львова. — ISBN 978-966-02-7183-8 (електронне видання).